# Cadi (esport)

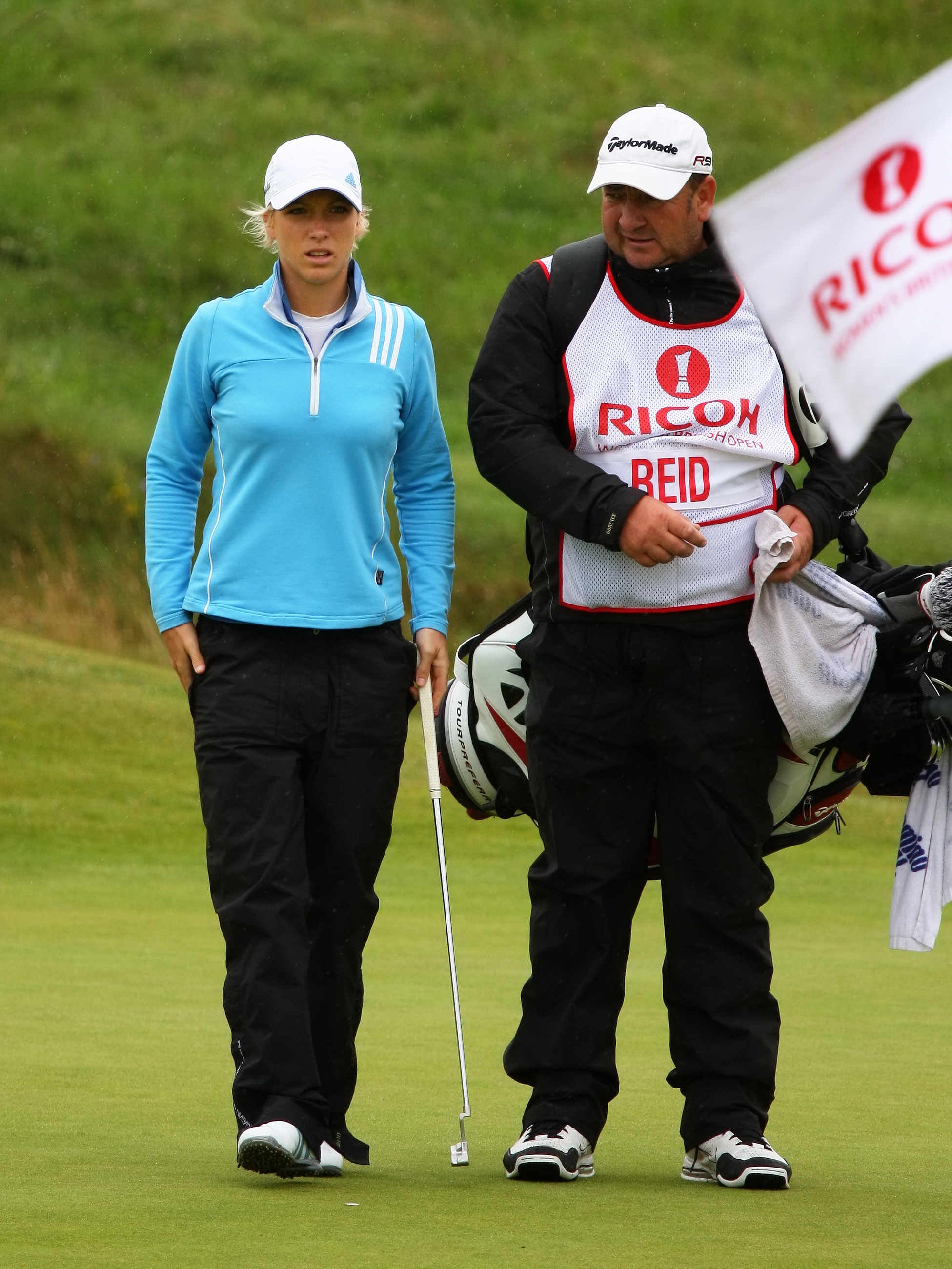
El cadi Lee Griffiths portant la bossa de la golfista Melissa Reid.

Cadi, provinent del terme anglès caddie, designa la persona que assisteix un golfista durant la pràctica del seu esport. L'assistència proporcionada pel cadi inclou portar la bossa de pals de golf del jugador, assessorar-lo sobre les condicions de joc de la pista, fer recomanacions sobre el pal a triar per obtenir la distància o el tipus de cop desitjats i donar suport moral al golfista.

Pel que sembla, el terme caddie té l'origen en la negligència dels escocesos al parlar. Es diu que als patges de la cort de la reina Maria I d'Escòcia se'ls deia cadets (de l'occità gascó: capdèth). El nom d'aquests cadets va anar degenerant fins a arribar al més familiar de caddie. A la regió d'Edimburg, s'anomenava així tothom qui feia treballs ínfims, com els camàlics, els escombrariaires, els mossos de quadra, etc.